# Йошкар-Олинская епархия
Йошкар-Оли́нская епа́рхия (мар. Йошкар-Оласе епархий) — епархия Русской православной церкви, объединяющая приходы и монастыри в границах городов Йошкар-Ола и Козьмодемьянск, а также Горномарийского, Звениговского, Килемарского, Медведевского, Оршанского, Советского и Юринского районов республики Марий Эл. Входит в состав Марийской митрополии.
Епархиальный центр — Йошкар-Ола. Кафедральный собор — Благовещенский.

## История
Со времени присоединения Марийского края к России бо́льшая часть его территории входила в состав Казанской епархии, север и северо-восток относились к Вятской епархии, запад — к Нижегородской.
XIX век для Марийского края стал «золотым веком» храмового строительства. Возведение более трети из сооруженных в это время церквей приходится на 1811—1829 годы. Тогда были возведены храмы сёл Сотнур, Покровское, Кукнур, Верхний Ушнур, Семёновка, Новый Торъял, Морки, Кожважи, Пектубаево, Токтайбеляк, Еласы, Арда, Арино, Коротни, Пайгусово.
В 1920-е — 1930-е годы существовало Марийское викариатство Горьковской епархии с кафедрой в Краснококшайске (ныне Йошкар-Ола). При официальной регистрации епископа Авраамия (Чурилина) в 1933 году в Горьковском крайисполкоме отмечалось, что деятельность марийского епископа распространялась на Звениговский, Горномарийский, Йошкар-Олинский, Мари-Турекский, Моркинский, Новоторъяльский, Оршанский, Сотнурский и Юринский районы.
В 1920—1930-е годы массовые репрессии коснулись духовенства, монашествующих и православных мирян. Первая волна разрушения храмов прокатилась в конце 1920-х — начале 1930-х годов и коснулась в основном городов. В Йошкар-Оле была уничтожена Входо-Иерусалимская церковь, началось разрушение Троицкого храма. Под разными предлогами расторгались ранее заключенные договоры исполнительных органов с религиозными общинами о передаче им культовых зданий. В 1938—1940 годы массовый характер носило закрытие сельских церквей. По данным на октябрь 1942 года в Марийском крае, где до 1917 года действовало 155 православных храмов, осталось лишь 9, но и в них богослужения не совершались.
Образована решением Священного Синода от 11 июня 1993 года. Выделена из состава Казанской епархии. 25 июля 1993 года в храме Рождества Пресвятой Богородицы села Семёновка за Божественной литургией Святейший Патриарх Московский и всея Руси Алексий II совершил хиротонию архимандрита Иоанна (Тимофеева) во епископа Йошкар-Олинского и Мариийского.
К концу 1990-х годов в епархии действовали 10 городских и 50 сельских церквей, был восстановлен Мироносицкий монастырь, в Килемарском районе основана мужская Богородице-Сергиева пустынь.
6 октября 2017 года решением Священного Синода Русской православной церкви из Йошкаро-Олинской епархии была выделена Волжская епархия в административных границах городского округа Волжск, а также Волжского, Куженерского, Мари-Турекского, Моркинского, Новоторъяльского, Параньгинского и Сернурского районов. Обе епархии были включены в состав образованной тогда же Марийской митрополии.

## Епископы

Дом купца Пчелина (местопребывание Епархиального управления) и Вознесенский собор (кафедральный собор с 1993 по 2016 год).

Марийское викариатство Нижегородской (Горьковской) епархии
- 25 сентября — 11 октября 1929 — Арсений (Денисов), от назначения отказался, уволен за штат[7][8]
- 17 ноября 1929 — 15 июня 1931, 11 августа — 29 сентября 1931 — Иоанн (Широков)
- 29 сентября 1931 — 21 мая 1935 — Авраамий (Чурилин)
- 21—31 мая 1935 — Сергий (Куминский)
- 9 июня 1935 — 29 января 1937 — Варлаам (Козуля)
- март 1937 — 7 января 1938 — Леонид (Антощенко)

Йошкар-Олинская епархия
- с 25 июля 1993 — Иоанн (Тимофеев)

## Благочиния
Епархия разделена на 6 церковных округов (по состоянию на октябрь 2022 года):
- Горномарийское благочиние
- Йошкар-Олинское благочиние
- Лугово-Марийское благочиние
- Медведевское благочиние
- Пригородное благочиние
- Северо-Западное благочиние

## Монастыри
- Богородице-Сергиева пустынь в Килемарском районе (мужской)
- Ежовский Мироносицкий монастырь в селе Ежово Медведевского района (женский)

Недействующие
- Введенский Вершино-Сумский монастырь (женский; выселок Революция)
- Черемисский Михаило-Архангельский монастырь (мужской; деревня Новая Слобода, Горномарийский район)
- Мусерская Тихвинская пустынь (село Мусь, Килемарский район)

## Местночтимые святые
По представлению Йошкар-Олинской епархии в Собор новомучеников и исповедников Российских были включены:
- Леонид (Антощенко)
- Березин, Михаил Александрович
- Ивановский, Анатолий Дмитриевич
- Рюриков, Николай Владимирович
- Стрельников, Сергий Александрович
- Троицкий, Адриан Александрович